# Мезынская волость
Мезынская волость — волость в центральной части Коломенского уезда (по доекатерининскому административно-территориальному делению). Впервые упоминается в духовной Ивана Калиты (1336). Расположена в бассейне р. Мезенки (левый приток р. Москвы), откуда и название. Просуществовала до губернской реформы Екатерины II.

## Погосты
Существование погостов источниками XVI - XVIII вв. не зафиксировано.

## Поселения
В составе Мезынской волости находились следующие населённые пункты, ныне относящиеся к Воскресенскому району Московской области:
- Берняково
- Елино
- Каменка (Коломенский район)
- Новосёлки